# Saggio di Bellier-Carocci Buzi
Il saggio di Bellier-Carocci Buzi è un saggio che permette di individuare la presenza di olio di arachide e olio di sansa in un campione di olio d'oliva.
Il metodo è stato introdotto da Bellier nel 1899 per l'analisi del solo olio di arachide, la modifica proposta da Carocci Buzi nel 1929 permette di individuare anche l'olio di sansa.

## Procedura
Su 1 grammo di campione si procede con una saponificazione con idrossido di potassio in soluzione idroalcolica utilizzando una beuta. Successivamente si lascia raffreddare e si aggiunge acido acetico per liberare gli acidi grassi. A questo punto si aggiungono 50 mL di etanolo a 70° scaldato alla temperatura di 45 °C, si inserisce un termometro e si tappa la beuta. Durante il raffreddamento la soluzione si intorbida e si forma un precipitato.

## Interpretazione del saggio
A seconda della temperatura alla quale avviene l'intorbidamento e dalla forma del precipitato si può individuare la presenza e la quantità di olio di arachide e la presenza di olio di sansa (solo qualitativa). Un campione di olio di oliva puro deve intorbidarsi ad una temperatura inferiore ai 16 °C. La temperatura di intorbidamento prende il nome di indice di Bellier.
Con l'aggiunta di etanolo caldo vengono separati per estrazione dal campione saponificato gli acidi grassi arachico e lignocerico e delle cere (e/o i corrispondenti alcoli di idrolisi).

### Presenza di olio di sansa
La soluzione si intorbita al momento dell'aggiunta dell'alcol e col tempo si formano dei fiocchi voluminosi che rimangono in sospensione. I fiocchi sono composti principalmente da alcoli alifatici ad alto peso molecolare.

### Presenza di olio di arachide
| Percentuale di olio di arachide | Temperatura di intorbidamento (°C) |
| ------------------------------- | ---------------------------------- |
| 0                               | < 16                               |
| 10                              | 19-20                              |
| 30                              | 29-30                              |
| 50                              | 33-34                              |
| 80                              | 38                                 |
| 100                             | 40                                 |

L'intorbidamento avviene durante il raffreddamento ed in seguito si avrà un precipitato cristallino. A seconda della temperatura di inizio dell'intorbidamento si può misurare la quantità di olio di arachide. La presenza di olio di sansa inficia notevolmente il riconoscimento dell'olio di arachide in quanto, se presenti entrambi, si ottiene sia un precipitato cristallino che una sospensione floccolosa. In assenza di olio di sansa il saggio positivo è comunque un dato sicuro
della presenza di olio di arachide e dà una valutazione quantitativa accurata.
Specularmente il saggio può essere utilizzato per l'analisi della purezza dell'olio di arachide, in questo caso la temperatura di intorbidamento deve essere pari a 40 °C.

## Utilizzo attuale
Attualmente questo metodo non viene più utilizzato. Le moderne tecniche di rettifica dell'olio di oliva eliminano anche le cere ottenute con l'estrazione rendendo il saggio per l'olio di sansa inutile. Inoltre le moderne tecniche strumentali hanno reso questa metodica obsoleta.